# Tropasteron thompsoni
Tropasteron thompsoni là một loài nhện trong họ Zodariidae.
Loài này thuộc chi Tropasteron. Tropasteron thompsoni được B.C.Baehr miêu tả năm 2003.